# Espectroscopia astronómica

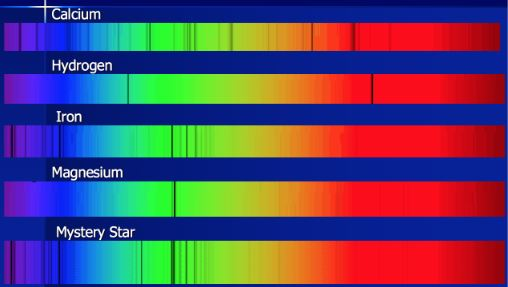
Este es un ejemplo de cómo se determinan los elementos de las estrellas y galaxias según el tamaño de las bandas negras.

La espectroscopia astronómica es la técnica de espectroscopia usada en astronomía. Dado que la espectroscopia queda bien descrita en su propio artículo, aquí nos centraremos en su uso en astronomía. El objeto de estudio es el espectro de la radiación electromagnética, incluida la luz visible, que radia desde estrellas y otros objetos celestes. La espectroscopia se puede usar para averiguar muchas propiedades de estrellas y galaxias distantes, tales como su composición química y movimiento, mediante efecto Doppler.

## Historia
La espectroscopía astronómica comienza con las observaciones iniciales de la luz del Sol dispersa por un prisma, realizadas por Isaac Newton. Él observó un arco iris de color y quizás incluso líneas de absorción oscuras. Las primeras descripciones de los espectros de Sirio y Arturo por William Herschel (1798), la clasificación de las líneas del espectro del Sol por Joseph von Fraunhofer (1814), la identificación de elementos químicos en la atmósfera solar por Gustav Kirchhoff y Robert Bunsen (1861), las primeras placas y clasificaciones de espectros estelares de Lewis Morris Rutherfurd (1862) y, finalmente, el meticuloso trabajo del jesuita Angelo Secchi durante la década de los 60 del siglo XIX, culminaron con la primera clasificación de estrellas, según su distribución de líneas espectrales, en cuatro grupos de acuerdo a los componentes químicos de sus atmósferas (1867). En 1886, Mary Draper, viuda de Henry Draper, pionero en la obtención de fotografías de espectros de estrellas, decidió, en homenaje a su marido, financiar los trabajos del astrónomo del Observatorio del Harvard College Edward Charles Pickering para obtener un gran catálogo de espectros estelares. Este contrató a Williamina Fleming y a otras nueve mujeres para realizar los cálculos y clasificar los espectros en las placas fotográficas. Pickering, con apoyo de su hermano menor William Henry Pickering, al igual que Piazzi Smyth en Tenerife, perfeccionó el método de obtención de espectros estelares colocando un prisma en el objetivo del telescopio y siguió mejorando las técnicas espectroscópicas a lo largo de toda la década de los 80. Williamina Fleming identificó y clasificó los espectros de más de 10 000 estrellas. Amplió la clasificación de los cuatro grupos de Secchi e introdujo un nuevo esquema basado en 16 tipos tomando como referencia las líneas de absorción del Hidrógeno, identificándolos alfabéticamente desde la A a la N (saltando la J), más las letras O para estrellas con líneas brillantes de emisión, P para nebulosas planetarias y Q para las estrellas que no encajaban en los grupos anteriores. Esta primera entrega del Catálogo Henry Draper, en compensación por la financiación recibida, la publicó Edward Pickering en 1890 sin figurar Fleming como autora (aunque sí está citada en el interior y, posteriormente, no dudó en hacer reconocimiento público de su autoría) y es la base de la clasificación espectral hoy en uso (clasificación estelar de Harvard). La llegada de espectros cada vez de mayor resolución y la creación del Observatorio y Telescopio de Arequipa (Perú) en el Hemisferio Sur, permitió al equipo dirigido por Fleming y Pickering evolucionar en la clasificación, sobre todo con las decisivas aportaciones de otras dos miembros de su equipo, Antonia Caetana Maury y Annie Jump Cannon, quienes reordenaron los grupos espectrales y aumentaron el número de estrellas clasificadas. En la publicación de las extensiones del Catálogo Draper lideradas por Maury (1897) y Cannon (1901 y varias otras hasta su muerte en 1941) ya figuran ellas como las autoras del trabajo. En total, las clasificaciones de estrellas llevadas a cabo por estas mujeres fueron más de 400.000.

## Estrellas
Las bandas oscuras que aparecen en el espectro solar las describió por primera vez en detalle Joseph von Fraunhofer. La mayoría de espectros estelares comparten estas dos características dominantes del espectro solar: emisión en todas las longitudes de onda del espectro óptico (el continuum) y varias líneas de absorción discretas superpuestas.
Denominaciones originales de Fraunhofer (1817) para las líneas de absorción del espectro solar:
| Letra | Longitud de onda (nm) | Origen químico  |
| ----- | --------------------- | --------------- |
| A     | 759,37                | O2 atmosférico  |
| B     | 686,72                | O2 atmosférico  |
| C     | 656,28                | hidrógeno alpha |
| D1    | 589,59                | sodio neutro    |
| D2    | 589,00                | sodio neutro    |
| E     | 526,96                | hierro neutro   |
| F     | 486,13                | hidrógeno beta  |
| G     | 431,42                | molécula CH     |
| H     | 396,85                | calcio ionizado |
| K     | 393,37                | calcio ionizado |

Fraunhofer y Angelo Secchi estuvieron entre los pioneros de la espectroscopia del Sol y otras estrellas. Se recuerda especialmente a Secchi por clasificar las estrellas en tipos espectrales basándose en el número y fuerza de las líneas de absorción de su espectro. Más adelante se descubrió que el origen de los tipos espectrales estaba relacionado con la temperatura superficial de la estrella y solo se podía observar determinadas líneas de absorción dentro de un cierto rango de temperaturas, porque solo en ese rango se llenaban los niveles energéticos atómicos relacionados.
Las líneas de absorción en los espectros estelares se pueden utilizar para determinar la composición química de una estrella. Cada elemento es responsable de un conjunto diferente de líneas de absorción en el espectro a longitudes de onda que se pueden medir de forma extremadamente fiable mediante experimentos en laboratorio. Por lo tanto, una línea de absorción en una longitud de onda concreta en un espectro estelar muestra que ese elemento debe estar presente. Las líneas de absorción del hidrógeno (que se encuentra en la atmósfera de casi cualquier estrella) son particularmente importantes. Las líneas del hidrógeno que se encuentran dentro del espectro visible se denominan líneas de Balmer.
En 1868, Sir Norman Lockyer observó fuertes líneas amarillas en el espectro solar que no había visto nunca en experimentos en el laboratorio. Dedujo que debía tratarse de un elemento desconocido, al que llamó helio, del griego helios (sol). El helio no se detectó de forma concluyente en la Tierra hasta 25 años después.
En la misma década se detectaron líneas de emisión (una verde, en particular) en el espectro coronal durante los eclipses solares que no se correspondían a ninguna línea espectral conocida. De nuevo se propuso que esto se debía a un elemento desconocido, denominado coronio de forma provisional. No fue hasta la década de 1930 que se descubrió que estas líneas provenían de hierro y níquel muy ionizados, debiéndose esta ionización a las temperaturas extremas de la corona solar.
En conjunto con la física atómica y los modelos de evolución estelar, la espectroscopía estelar se usa actualmente para determinar una multitud de propiedades estelares: su distancia, edad, luminosidad y tasa de pérdida de masa se pueden estimar mediante estudios espectrales, y los estudios sobre efecto Doppler pueden descubrir la presencia de compañeros ocultos tales como agujeros negros y exoplanetas.

## Nebulosas
En los primeros tiempos de la astronomía telescópica, la palabra nebulosa se usaba para describir cualquier mancha borrosa que no pareciese una estrella. Muchas de éstas, como la Nebulosa de Andrómeda, tenían espectros que se parecían mucho a los estelares, y acabaron resultando galaxias. Otras, como la Nebulosa Ojo de gato, tenía espectros muy diferentes. Cuando William Huggins observó la Ojo de Gato, no encontró un espectro continuo como el del Sol, sino solo unas pocas líneas de emisión fuertes. Estas líneas no se correspondían con ningún elemento terrestre conocido, e igual que sucedió con el helio que se había identificado en el sol, los astrónomos sugirieron que las líneas se debían a un nuevo elemento, nebulio (llamado ocasionalmente nebulo o nefelio). En realidad, en la década de 1920 se describió que las líneas se debían al oxígeno, un elemento muy familiar. Pero las nebulosas están normalmente muy rarificadas; son mucho menos densas que el mejor vacío conseguido en la Tierra. En estas condiciones, los átomos se comportan de una manera muy diferente y se pueden formar líneas que se suprimen a densidades normales. Estas líneas se conocen como líneas prohibidas y son las más potentes en la mayoría de espectros nebulares.

## Galaxias
El espectro de las galaxias se parece al estelar, ya que consiste en la luz de millones de estrellas combinadas. La espectroscopia galáctica ha conducido a muchos descubrimientos fundamentales. Edwin Hubble descubrió en la década de 1920 que, aparte de las más cercanas (aquellas en lo que se conoce como el Grupo Local), todas las galaxias se alejan de la Tierra. Cuanto más lejos esté una galaxia, más rápido se está alejando (ver la Ley de Hubble). Ésta fue la primera indicación de que el Universo se creó en un único punto, en un Big Bang.
Los estudios de Fritz Zwicky sobre agrupaciones galácticas mediante efecto Doppler encontraron que la mayoría de las galaxias se están moviendo más rápido de lo que parecía posible, por lo que se conocía de la masa de estas agrupaciones. La hipótesis de Zwicky es que debe existir una gran cantidad de materia no luminosa en las agrupaciones galácticas: lo que acabó conociéndose como materia oscura

## Cuásares
En la década de 1950 se encontraron algunas potentes fuentes de radio asociadas a objetos muy tenues que parecían ser muy azules. Se les llamó Fuentes de radio cuasi-estelares, o cuásares. Cuando se obtuvo el primer espectro de uno de estos objetos, se encontró algo misterioso, con líneas de absorción en longitudes de onda donde no se esperaban. Pronto se entendió que lo que se estaba viendo era un espectro galáctico normal, pero muy corrido al rojo. De acuerdo con la Ley de Hubble, esto implicaba que el cuásar debía ser muy distante, y por tanto muy luminoso. Actualmente se piensa que los cuásares son galaxias en formación, con su gran emisión energética alimentada por agujeros negros supermasivos.

## Planetas y asteroides
Los planetas y asteroides brillan solo reflejando la luz del Sol. La luz reflejada contiene bandas de absorción debido a los minerales presentes en las rocas de los cuerpos rocosos, o a elementos y moléculas presentes en las atmósferas de los gigantes gaseosos. Los asteroides se pueden clasificar en tres tipos principales, de acuerdo a su espectro: los tipo C están compuestos por materiales carbonáceos; los tipo S consisten principalmente de silicatos; y los tipo M son 'metálicos'. Los asteroides de tipos C y S son los más comunes.

## Cometas
El espectro de los cometas consiste en un espectro solar reflejado en las nubes de polvo que le rodean, así como en líneas de emisión formadas cuando el viento solar choca con los gases que rodean al cometa. El análisis de la composición de los cometas ha mostrado que están hechos de materiales vírgenes provenientes de los tiempos de formación del sistema solar. Se sabe que existen muchos compuestos orgánicos en los cometas, y se ha sugerido que los impactos cometarios pueden haber proporcionado a la Tierra mucha del agua de sus océanos y los compuestos necesarios para la formación de la vida. Se ha sugerido que la vida puede haber sido traída a la Tierra por cometas desde el espacio interestelar (la teoría de la Panspermia).